# Athemellus shikokuensis
Athemellus shikokuensis es una especie de coleóptero de la familia Cantharidae.

## Distribución geográfica
Habita en Japón.